# Елін Макколі
Елін Макколі (англ. Alyn McCauley, нар. 29 травня 1977, Броквіл) — колишній канадський хокеїст, що грав на позиції центрального нападника.
Провів понад 500 матчів у Національній хокейній лізі. 

## Ігрова кар'єра
Хокейну кар'єру розпочав 1993 року.
1995 року був обраний на драфті НХЛ під 79-м загальним номером командою «Нью-Джерсі Девілс». 
Протягом професійної клубної ігрової кар'єри, що тривала 11 років, захищав кольори команд «Торонто Мейпл-Ліфс», «Сан-Хосе Шаркс» та «Лос-Анджелес Кінгс».
Загалом провів 540 матчів у НХЛ, включаючи 52 гри плей-оф Кубка Стенлі.

## Нагороди та досягнення
- Чемпіон світу серед молодіжних команд — 1996, 1997.

## Статистика
| Сезон        | Клуб                    | Ліга         | Регулярний сезон | Регулярний сезон | Регулярний сезон | Регулярний сезон | Регулярний сезон | Плей-оф | Плей-оф | Плей-оф | Плей-оф | Плей-оф |
| Сезон        | Клуб                    | Ліга         | І                | Г                | П                | О                | ШХ               | І       | Г       | П       | О       | ШХ      |
| ------------ | ----------------------- | ------------ | ---------------- | ---------------- | ---------------- | ---------------- | ---------------- | ------- | ------- | ------- | ------- | ------- |
| 1993–94      | «Оттава 67-і»           | ОХЛ          | 38               | 13               | 23               | 36               | 10               | 13      | 5       | 14      | 19      | 4       |
| 1994–95      | «Оттава 67-і»           | ОХЛ          | 65               | 16               | 38               | 54               | 20               | —       | —       | —       | —       | —       |
| 1995–96      | «Оттава 67-і»           | ОХЛ          | 55               | 34               | 48               | 82               | 24               | 2       | 0       | 0       | 0       | 0       |
| 1996–97      | «Оттава 67-і»           | ОХЛ          | 50               | 56               | 56               | 112              | 16               | 22      | 14      | 22      | 36      | 14      |
| 1997–98      | «Сент-Джонс Мейпл-Ліфс» | АХЛ          | —                | —                | —                | —                | —                | 3       | 0       | 1       | 1       | 0       |
| 1997–98      | «Торонто Мейпл-Ліфс»    | НХЛ          | 60               | 6                | 10               | 16               | 6                | —       | —       | —       | —       | —       |
| 1998–99      | «Торонто Мейпл-Ліфс»    | НХЛ          | 39               | 9                | 15               | 24               | 2                | —       | —       | —       | —       | —       |
| 1999–00      | «Сент-Джонс Мейпл-Ліфс» | АХЛ          | 5                | 1                | 1                | 2                | 0                | —       | —       | —       | —       | —       |
| 1999–00      | «Торонто Мейпл-Ліфс»    | НХЛ          | 45               | 5                | 5                | 10               | 10               | 5       | 0       | 0       | 0       | 6       |
| 2000–01      | «Сент-Джонс Мейпл-Ліфс» | АХЛ          | 47               | 16               | 28               | 44               | 12               | —       | —       | —       | —       | —       |
| 2000–01      | «Торонто Мейпл-Ліфс»    | НХЛ          | 14               | 1                | 0                | 1                | 0                | 10      | 0       | 0       | 0       | 2       |
| 2001–02      | «Торонто Мейпл-Ліфс»    | НХЛ          | 82               | 6                | 10               | 16               | 18               | 20      | 5       | 10      | 15      | 4       |
| 2002–03      | «Торонто Мейпл-Ліфс»    | НХЛ          | 64               | 6                | 9                | 15               | 16               | —       | —       | —       | —       | —       |
| 2002–03      | «Сан-Хосе Шаркс»        | НХЛ          | 16               | 3                | 7                | 10               | 4                | —       | —       | —       | —       | —       |
| 2003–04      | «Сан-Хосе Шаркс»        | НХЛ          | 82               | 20               | 27               | 47               | 28               | 11      | 2       | 1       | 3       | 2       |
| 2005–06      | «Сан-Хосе Шаркс»        | НХЛ          | 76               | 12               | 14               | 26               | 30               | 6       | 0       | 1       | 1       | 4       |
| 2006–07      | «Лос-Анджелес Кінгс»    | НХЛ          | 10               | 1                | 0                | 1                | 2                | —       | —       | —       | —       | —       |
| Усього в НХЛ | Усього в НХЛ            | Усього в НХЛ | 488              | 69               | 97               | 166              | 116              | 52      | 7       | 12      | 19      | 18      |